# Plauer Maß
|               | Plauer Maß | Groß-Plauer Maß |
| ------------- | ---------- | --------------- |
| Länge         | 65,00 m    | 67,00 m         |
| Breite        | 8,00 m     | 8,20            |
| Tiefgang      | 2,00 m     | 2,20 m          |
| Tragfähigkeit | 650 t      | 800 t           |

Das Plauer Maß, selten auch Plauermaß, war ein standardisiertes Binnenschiffmaß. Das Plauer Maß wurde um 1886 speziell für Teilabschnitte des Plauer Kanals, der im späteren Elbe-Havel-Kanal aufging, festgelegt, als dessen Schleusen erneuert wurden. Die Schiffe nannten sich Plauer Maßkähne. Einige Jahre später ging man zum Groß-Plauer Maß über.
Die Binnenschiffe waren den Bedingungen der Wasserstraßen wie Schleusenabmessungen und Kurvenradien angepasst. Ihre Länge betrug 65 Meter und ihre Breite 8 Meter. Der Tiefgang erreichte selten 2 Meter und ihre Tragfähigkeit 650 Tonnen. Die Maßangaben können variieren, da sie gelegentlich zur Erhöhung der Ladefähigkeit angehoben wurden. Daraus entstand zeitlich versetzt der Groß-Plauer Maßkahn mit 67 Meter Länge und 8,20 Meter Breite. Der Tiefgang erreichte maximal 2,20 Meter und die Tragfähigkeit etwa 800 Tonnen.